# 선거구 법정제도
선거구 법정제도(選擧區 法定制度)는 선거구 법정주의와 같은 개념으로서, 선거구를 법률로 획정하여야 한다는 원칙과 제도를 포괄한다. 대표적으로 대한민국의 대한민국 공직선거법, 미국의 미국 선거인단, 일본의 公職選挙法등이 있다.